# Athlone Stadium
L'Athlone Stadium è uno stadio calcistico di Città del Capo, in Sudafrica.
Ha una capienza di 34 000 posti.

## Storia
Lo stadio venne costruito nel 1972 nel quartiere di Athlone, sui Cape Flats di Città del Capo, ed è stato uno dei pochi impianti sportivi accessibili alle comunità coloured durante l’apartheid. Originariamente concepito anche per l’atletica, è divenuto un importante centro per eventi sportivi e culturali locali. Nel corso degli anni, è divenuto campo di casa per squadre di calcio della Premier Soccer League come Santos Cape Town e Cape Town Spurs, ospitando incontri di calcio, rugby, atletica leggera ed eventi come concerti e manifestazioni comunitarie.
In vista della Coppa del Mondo FIFA 2010, lo stadio è stato oggetto di un'importante ristrutturazione e ampliamento, iniziata nel 2008 e completata nel 2009, con un investimento stimato in 297 milioni di rand, che ha portato la capienza a circa 34.000 posti. I lavori hanno incluso la costruzione di nuove tribune, l’ammodernamento degli spogliatoi, l’installazione di un nuovo impianto di illuminazione e un manto erboso migliorato, rendendolo uno dei principali impianti sportivi della città.